# 宗布基
宗布基是波蘭的城鎮，位於該國中部，距離首府華沙10公里，由馬佐夫舍省負責管轄，面積11.13平方公里，2006年人口24,422。在第三次瓜分波蘭中，該鎮在1795年被納入普魯士王國管治範圍。

## 外部連結
- http://www.zabki.pl/（页面存档备份，存于）
- Jewish Community in Ząbki（页面存档备份，存于） on Virtual Shtetl